# I’m Enterprise
I’m Enterprise Co., Ltd. (japanisch 株式会社アイムエンタープライズ) ist eine japanische Synchronsprecher-Agentur, die Sprecher und Sprecherinnen für verschiedene Rollen in Filmen und TV-Serien vermittelt.
Gegründet wurde das Unternehmen am 22. Juni 1993. Sein Sitz befindet sich in Shibuya, Tokio, Japan.

## Sprecher
(Quelle: )

### Sprecherinnen
- Akao Hikaru
- Akiho Saeko
- Asakura Aria
- Amemiya Yuka
- Ayase Yu
- Iida Yuko
- Inagaki Konomi
- Imase Michi
- Iwai Emiri
- Ueda Kana
- Usui Yuri
- Uchida Maaya
- Onishi Saori
- Okasaki Miho
- Ogata Yuna
- Ozawa Ari
- Ojika Nao
- Orito Mari
- Kazama Mayuko
- Kaneko Mayumi
- Kawamura Reina
- Kino Futaba
- Kugimiya Rie
- Kusumi Rin
- Kuramoto Haruna
- Kuwatani Natsuko
- Komatsu Naoko
- Saito Chiwa
- Sasahara Yu
- Sato Kuria
- Sato Haruka
- Sugiura Shiori
- Suzaki Aya
- Suzuki Arisa
- Sekine Hitomi
- Sembongi Sayaka
- Takano Asami
- Takahashi Mikako
- Takahashi Saki
- Takayama Yuko
- Takita Juri
- Takeda Rarisatago
- Tachibana Azusa
- Tatsumi Yuiko
- Tamura Mutsumi
- Tsukada Yui
- Tsunakake Hiromi
- Toyosu Rio
- Tsukada Yui
- Tsunakake Hiromi
- Ueda Kana
- Usui Yuri
- Hamasaki Nana
- Hayami Saori
- Hayasaka Miyu
- Hirata Hiromi
- Hondo Kaede
- Mako
- Matsuo Ena
- Matsuoka Misato
- Matsuda Risae
- Murai Misato
- Moriyama Yurika
- Yahagi Sayuri
- Yabushima Akane
- Yuikawa Asaki
- Yoshida Mayumi
- Yoshimura Haruka
- Ru Thing

### Sprecher
- Kōhei Amasaki
- Akiba Yu
- Takeo Ōtsuka
- Gen Satō
- Hiro Shimono
- Tatsuhisa Suzuki
- Motoki Takagi
- Fujiyoshi Kouji
- Inomata Satoshi
- Ishii Kazutaka
- Ishii Takayuki
- Ito Tomoya
- Ito Yuki
- Iwasawa Toshiki
- Kamiki Koichi
- Kashiwazaki Hayato
- Katoh Wataru
- Kiminarita Kousuke
- Junji Majima
- Yoshitsugu Matsuoka
- Nagatsuka Takuma
- Naruke Yoshiya
- Shimada Takeyuki
- Shu Kayu
- Soungdok
- Tamai Yuki
- Tanzawa Teruyuki
- Terui Yuki
- Tokudome Shinnosuke
- Tone Kentaro
- Yamamoto Itaru
- Yamane Masashi
- Yanagita Junichi